# Polygala polymorpha
Polygala polymorpha är en jungfrulinsväxtart som beskrevs av Chod.. Polygala polymorpha ingår i släktet jungfrulinssläktet, och familjen jungfrulinsväxter. Inga underarter finns listade i Catalogue of Life.